# Panzanella

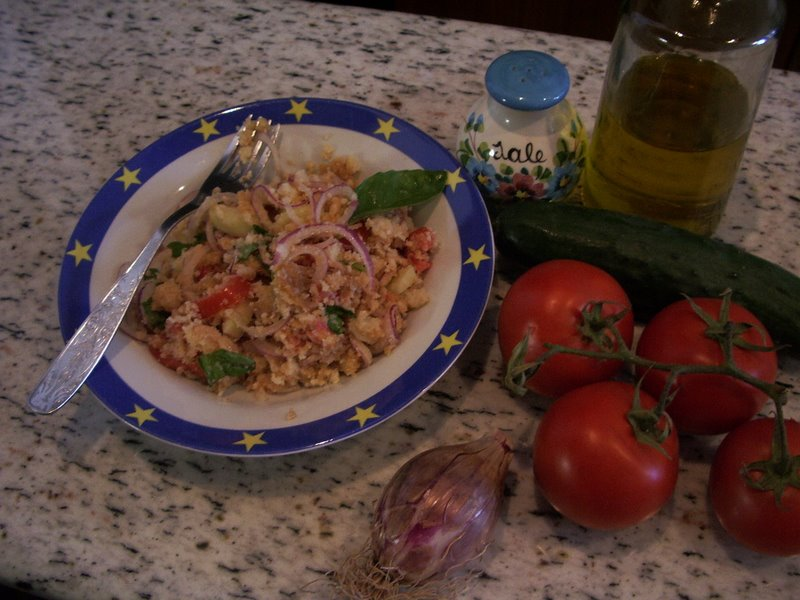
Panzanella e ingredienti

La panzanella, chiamata anche pansanella o panmolle o panmòllo o pane 'nzuppo, è un piatto tipico di tutta l'Italia centrale (Toscana, Marche, Umbria, Lazio e Abruzzo), Puglia e Campania.

## Caratteristiche
Generalmente prevede pane raffermo, pomodori ramati, cipolla rossa e basilico, il tutto condito con olio d'oliva, aceto e sale. In Toscana e in Umbria il pane viene lasciato a bagno in acqua e poi strizzato fino a sbriciolarlo e spezzettarlo per mescolarlo agli altri ingredienti; nelle Marche le fette di pane raffermo vengono bagnate ma non sbriciolate e gli altri ingredienti posti sopra come si trattasse di una bruschetta.
Come tutti i piatti poveri e popolari, che in passato venivano preparati con quello che c'era di disponibile al momento, non esiste un'unica ricetta codificata. Alcune varianti sono riconosciute come canoniche, come quella con l'aggiunta del cetriolo, altre più legate all'estro del cuoco, come nel caso dell'impiego di olive, uova sode (ad esempio a rotelle come guarnizione) e tonno. Altri ingredienti, che accomunano questo piatto ad un'altra ricetta tipicamente estiva, il riso freddo, possono essere carote, finocchi, mais, sedano, peperoni a crudo, würstel, mozzarella, formaggi di vario tipo, sottoli, sottaceti, fagioli borlotti oltre che erbe a scelta per dare sapore, come origano, erba cipollina, etc.
Il piatto risulta molto fresco; secondo alcuni è consigliabile addirittura lasciarlo riposare qualche ora in frigorifero, prima di servirlo.
Consumato preferibilmente in estate, anche perché è il periodo in cui si trovano con facilità le verdure di cui è composto, rappresenta un buon piatto unico.

### Diffusione
In tutta la Toscana questo piatto è diffuso fino a Lucca, Viareggio e Bagni di Lucca, mentre ulteriormente a Nord (Lunigiana, Versilia e Garfagnana), come scoperto dagli studiosi dell'Università di Firenze che redassero l'Atlante Lessicale Toscano, è un piatto tradizionale della cucina toscana. A partire da Camaiore e Pescaglia "panzanella" significa pasta di pane fritta in olio bollente, l'equivalente di sgabeo. In Umbria il piatto è diffuso su tutto il territorio.